# Krzysztof Sikora (ur. 1954)
Krzysztof Gustaw Sikora (ur. 4 lutego 1954 w Mołożowie) – polski samorządowiec, menedżer, działacz turystyczny i gospodarczy, z wykształcenia fizyk, od 2006 do 2010 przewodniczący sejmiku kujawsko-pomorskiego III kadencji.

## Życiorys
Jego rodzina pochodziła z Zamojszczyzny, w 1959 przeniosła się pod Bydgoszcz. W 1974 został absolwentem Technikum Kolejowego w Bydgoszczy, a w 1975 – studium rekreacji i turystyki na Akademii Wychowania Fizycznego w Warszawie. W 1980 ukończył studia fizyczne na Uniwersytecie Mikołaja Kopernika w Toruniu. Został absolwentem studiów podyplomowych: z fizyki, astronomii i informatyki na UMK (1986) oraz z marketingu i zarządzania turystyką w ramach programu Phare Tourin III (1999). W 2001 uzyskał międzynarodowe uprawnienia wykładowcy szkoleń menedżerów transportu.
Działał na rzecz międzynarodowej współpracy turystycznej i gospodarczej regionu kujawsko-pomorskiego. Reprezentował województwo w Polskiej Izbie Turystyki i na targach zagranicznych, współorganizował Miejski Ośrodek Informacji Turystycznej. Był założycielem m.in. Instytutu Gospodarki Regionalnej i Lokalnej w Bydgoszczy, Pomorskiego Zespołu Szkół Policealnych oraz Centrum Szkoleń i Certyfikacji działającego przy bydgoskiej WSG, a także dyrektorem ośrodka wypoczynkowo-szkoleniowego w Tleniu. W 1989 został prezesem spółki Kolfer z branży informatycznej i szkoleniowej, która przyczyniła się do powstania Wyższej Szkoły Gospodarki w Bydgoszczy (gdzie od 1999 do 2012 pełnił funkcję kanclerza). Działał także społecznie, m.in. jako założyciel Galerii „Nad Brdą”, Muzeum Fotografii oraz organizator wigilii dla potrzebujących w Okolu. Został prezydentem Sejmiku Gospodarczego Województwa Kujawsko-Pomorskiego oraz konsulem honorowym Ukrainy.
Należał do Platformy Obywatelskiej. Z jej ramienia w wyborach w 2004 kandydował do Parlamentu Europejskiego, zdobywając 4549 głosów i nie uzyskując mandatu. W 2006 wystartował z powodzeniem do sejmiku kujawsko-pomorskiego, oddano na niego 12 928 głosów. Został wybrany na przewodniczącego sejmiku, zasiadł też w zarządzie Związku Województw Rzeczypospolitej Polskiej. W 2010 zakończył pełnienie funkcji i nie ubiegał się o reelekcję. W 2017 został wiceprezesem zarządu Stowarzyszenia Radnych Województwa Kujawsko-Pomorskiego. W 2019 jako bezpartyjny kandydował bezskutecznie do Sejmu z ramienia PSL.
Otrzymał Brązowy (1997) i Złoty (2009) Krzyż Zasługi.